# MONKEY HOTEL
《MONKEY HOTEL》은 2016년 8월 4일에 발매한 대한민국의 인디 록 밴드 잔나비의 첫 번째 정규 음반이다. 이 음반은 동화 같은 장면이 펼쳐지는 몽키호텔 속의 이야기들, 탄탄한 스토리를 위해 1편에서는 인물들의 캐릭터와 소소한 관계설정을 중점적으로 보여준다. 각 곡마다 등장인물의 개성을 녹여 다채로운 트랙을 구성하였고, 함께 담긴 10장의 삽화와 함께 한다면 한편의 웰메이드 뮤지컬 넘버를 듣는 듯한 감상을 자아낸다.

## 배경
이 음반은 몽키호텔이라는 가상의 공간을 배경으로 하여 음반의 수록곡들이 하나의 스토리텔링으로 이어지는 컨셉을 취하고 있는 음반으로, 이에 따라 커버 아트에도 미국 카툰 풍의 그림들이 담겨있다. 전반적으로 70~80년대 옛 가요들과 해외 밴드들의 음악에서 큰 영감을 받은 듯한 특유의 복고풍의 음악이 좋은 평을 받았다.
이 음반이 발매되었을 당시에는 잔나비가 상당히 마이너하였을 때인지라 별다른 관심을 받지는 못하였으나, 2019년 두 번째 음반 《전설》과  수록곡인 〈주저하는 연인들을 위해〉가 메가히트를 거두면서 타이틀곡 〈뜨거운 여름밤은 가고 남은 건 볼품없지만〉이 역주행하여 멜론 차트 15위까지 오르는 등 뒤늦게 주목을 받기도 하였다.

## 평가
| 전문가 평가 | 전문가 평가 |
| 평가 점수   | 평가 점수   |
| 출처        | 점수        |
| ----------- | ----------- |
| 이즘        | 4/별        |

이즘의 임진모는 "모처럼의 '팝' 혹은 '팝 록' 앨범이다. 굳이 팝이라는 어휘를 동원하는 것은 감정선과 에너지의 적절한 배치와 균형잡기를 통해 근래 접하기 어려운 록 밴드 음악의 '대중성'을 수확해냈기 때문이다. '몽키호텔'이라는 연성 테마로 큰 줄기를 잡아 전체적 통일성을 부여하면서도 개별 곡으로는 마치 따발총을 쏘듯 쉴 새 없이 청각을 유린한다."라고 말했다.

## 곡 목록
모든 곡들은 잔나비에 의해 작사/작곡하였다.
| #   | 제목                                        | 재생 시간 |
| --- | ------------------------------------------- | --------- |
| 1.  | 〈Goodnight (Intro)〉                       | 1:08      |
| 2.  | 〈뜨거운 여름밤은 가고 남은 건 볼품없지만〉 | 4:03      |
| 3.  | 〈Surprise!〉                               | 3:22      |
| 4.  | 〈Wish〉                                    | 3:49      |
| 5.  | 〈The Secret Of Hard Rock〉                 | 3:16      |
| 6.  | 〈HONG KONG〉                               | 3:37      |
| 7.  | 〈꿈나라 별나라〉                           | 2:43      |
| 8.  | 〈JUNGLE〉                                  | 3:09      |
| 9.  | 〈MONKEY HOTEL (Finale)〉                   | 2:00      |
| 10. | 〈왕눈이 왈츠 (Bonus Track)〉               | 2:17      |